# رنجي إيشيباشي
رنجي إيشيباشي (باليابانية: 石橋 蓮司) هو رائد وممثل ياباني، ولد في 9 أغسطس 1941 في اليابان.

## أعمال

### أفلام
- غوزو (2003)
- مكالمة فائتة (2003)[3]
- مكالمة فائتة 2 (2005)
- إل يغير العالم (2008)
- الغضب (2010)

## وصلات خارجية
- رنجي إيشيباشي على موقع IMDb (الإنجليزية)
- رنجي إيشيباشي على موقع ألو سيني (الفرنسية)
- رنجي إيشيباشي على موقع أول موفي (الإنجليزية)
- رنجي إيشيباشي على موقع قاعدة بيانات الأفلام السويدية (السويدية)
- رنجي إيشيباشي على موقع قاعدة بيانات الفيلم (الإنجليزية)
- رنجي إيشيباشي على موقع كينوبويسك (الروسية)